# Yanshan (Shangrao)
Yanshan (en chino, 铅山县; pinyin, Yánshān xiàn) es un condado bajo la administración directa de la Prefectura Shangrao en la provincia de Jiangxi, República Popular China. Su área es 2178 km² y su población total para 2010 superó los 400 habitantes.

## Administración
El Condado Yanshan se divide en 17 pueblos que se administran en 8 poblados, 7 villas y 2 villas étnicas.